# Saison 1976-1977 des Celtics de Boston
La saison 1976-1977 des Celtics de Boston est la 31e saison de la franchise américaine de la National Basketball Association (NBA).
Les Celtics entrent dans la saison en tant que champions en titre, mais l'équipe est vieillissante et en transition. Don Nelson, 35 ans, a pris sa retraite en tant que joueur, mais les principaux contributeurs restants sont plus âgés, à savoir John Havlicek (36 ans), Jo Jo White (31 ans) et Paul Silas (33 ans). Les Celtics ont des mesures pour rajeunir un peu l'effectif en envoyant Silas aux Nuggets de Denver afin d'amener Curtis Rowe. Les Celtics ont également échangé un premier choix de draft avec les Trail Blazers de Portland pour récupérer Sidney Wicks. Wicks et Rowe vont fournir un côté plus athlétique, permettant à Havlicek de revenir à un rôle de sixième homme.

## Draft
| Tour | Rang | Joueur           | Position | Nationalité | Provenance |
| ---- | ---- | ---------------- | -------- | ----------- | ---------- |
| 1    | 16   | Norm Cook        | F        | États-Unis  | Kansas     |
| 6    | 103  | Art Collins      | G        | États-Unis  | Biscayne   |
| 7    | 121  | Ralph Drollinger | C        | États-Unis  | UCLA       |

## Classement de la saison régulière
| Conférence Est | Conférence Est              | Conférence Est | Conférence Est | Conférence Est |
| No             | Franchise                   | Vic.           | Déf.           | PCT            |
| -------------- | --------------------------- | -------------- | -------------- | -------------- |
| 1              | 76ers de Philadelphie       | 50             | 32             | 61.0           |
| 2              | Rockets de Houston          | 49             | 33             | 59.8           |
| 3              | Bullets de Washington       | 48             | 34             | 58.5           |
| 4              | Celtics de Boston           | 44             | 38             | 53.7           |
| 5              | Spurs de San Antonio        | 44             | 38             | 53.7           |
| 6              | Cavaliers de Cleveland      | 43             | 39             | 52.4           |
|                |                             |                |                |                |
| 7              | Knicks de New York          | 40             | 42             | 48.8           |
| 8              | Jazz de La Nouvelle-Orléans | 35             | 47             | 42.7           |
| 9              | Hawks d'Atlanta             | 31             | 51             | 37.8           |
| 10             | Braves de Buffalo           | 30             | 52             | 36.6           |
| 11             | Nets de New York            | 22             | 60             | 26.8           |

| Division Atlantique   | V  | D  | PCT  | GB |
| --------------------- | -- | -- | ---- | -- |
| 76ers de Philadelphie | 50 | 32 | 61.0 | -  |
| Celtics de Boston     | 44 | 38 | 53.7 | 6  |
| Knicks de New York    | 40 | 42 | 48.8 | 10 |
| Braves de Buffalo     | 30 | 52 | 36.6 | 20 |
| Nets de New York      | 22 | 60 | 26.8 | 28 |

## Effectif
| Numéro | Joueur         | Position | Provenance                           |
| ------ | -------------- | -------- | ------------------------------------ |
| 10     | Jo Jo White    | PG       | Kansas                               |
| 11     | Charlie Scott  | SG       | UNC                                  |
| 12     | Sidney Wicks   | PF       | UCLA                                 |
| 17     | John Havlicek  | SF       | Ohio State                           |
| 18     | Dave Cowens    | C        | Florida State                        |
| 20     | Fred Saunders  | SF       | Syracuse                             |
| 27     | Kevin Stacom   | SG       | Holy Cross, Providence               |
| 31     | Tom Boswell    | PF       | South Carolina State, South Carolina |
| 33     | Steve Kuberski | SF       | Bradley                              |
| 34     | Jim Ard        | C        | Cincinnati                           |
| 41     | Curtis Rowe    | PF       | UCLA                                 |
| 42     | Bobby Wilson   | SG       | Wichita State                        |
| 52     | Norm Cook      | SF       | Kansas                               |

## Playoffs

### Premier tour
(4) Celtics de Boston vs. (5) Spurs de San Antonio : Boston remporte la série 2-0
- Game 1 @ Boston : Boston 104, San Antonio 94
- Game 2 @ San Antonio : Boston 113, San Antonio 109

### Demi-finale de conférence
(1) 76ers de Philadelphie vs. (4) Celtics de Boston : Boston s'incline dans la série 3-4
- Game 1 @ Philadelphie : Boston 113, Philadelphie 111
- Game 2 @ Philadelphie : Philadelphie 113, Boston 101
- Game 3 @ Boston : Philadelphie 109, Boston 107
- Game 4 @ Boston : Boston 124, Philadelphie 119
- Game 5 @ Philadelphie : Philadelphie 110, Boston 91
- Game 6 @ Boston : Boston 113, Philadelphie 108
- Game 7 @ Philadelphie : Philadelphie 83, Boston 77

## Statistiques

### Saison régulière
| Joueur         | Matchs | Min/m. | % Tir | % LF | Rbds/m. | Pass/m. | Int/m. | Ctrs/m. | Pts/m. |
| -------------- | ------ | ------ | ----- | ---- | ------- | ------- | ------ | ------- | ------ |
| Jim Ard        | 63     | 15.4   | .378  | .645 | 4.7     | 0.8     | 0.3    | 0.4     | 3.8    |
| Tom Boswell    | 70     | 15.5   | .515  | .711 | 4.4     | 1.2     | 0.4    | 0.1     | 6.4    |
| Norm Cook      | 25     | 5.5    | .375  | .529 | 1.1     | 0.2     | 0.4    | 0.1     | 2.5    |
| Dave Cowens    | 50     | 37.8   | .434  | .818 | 13.9    | 5.0     | 0.9    | 1.0     | 16.4   |
| John Havlicek  | 79     | 36.9   | .452  | .816 | 4.8     | 5.1     | 1.1    | 0.2     | 17.7   |
| Steve Kuberski | 76     | 11.3   | .420  | .759 | 2.8     | 0.5     | 0.1    | 0.1     | 4.3    |
| Curtis Rowe    | 79     | 27.7   | .498  | .708 | 7.1     | 1.4     | 0.3    | 0.6     | 10.1   |
| Fred Saunders  | 68     | 15.5   | .466  | .660 | 3.3     | 1.3     | 0.4    | 0.1     | 5.9    |
| Charlie Scott  | 43     | 36.8   | .444  | .746 | 4.4     | 4.6     | 1.4    | 0.3     | 18.2   |
| Kevin Stacom   | 79     | 13.3   | .409  | .793 | 1.2     | 1.5     | 0.2    | 0.0     | 5.1    |
| Jo Jo White    | 82     | 40.6   | .429  | .869 | 4.7     | 6.0     | 1.4    | 0.3     | 19.6   |
| Sidney Wicks   | 82     | 32.2   | .458  | .668 | 10.0    | 2.1     | 0.8    | 0.7     | 15.1   |
| Bobby Wilson   | 25     | 5.2    | .322  | .846 | 0.4     | 0.6     | 0.1    | 0.0     | 2.0    |

### Playoffs
| Joueur        | Matchs | Min/m. | % Tir | % LF  | Rbds/m. | Pass/m. | Int/m. | Ctrs/m. | Pts/m. |
| ------------- | ------ | ------ | ----- | ----- | ------- | ------- | ------ | ------- | ------ |
| Tom Boswell   | 9      | 9.0    | .444  | .667  | 2.2     | 0.8     | 0.1    | 0.0     | 2.2    |
| Norm Cook     | 1      | 3.0    | 1.000 |       | 0.0     | 0.0     | 0.0    | 0.0     | 4.0    |
| Dave Cowens   | 9      | 42.1   | .446  | .773  | 14.9    | 4.0     | 0.9    | 1.4     | 16.6   |
| John Havlicek | 9      | 41.7   | .371  | .820  | 5.4     | 6.9     | 0.9    | 0.4     | 18.3   |
| Curtis Rowe   | 9      | 26.3   | .471  | .759  | 8.0     | 1.1     | 0.1    | 0.4     | 9.6    |
| Fred Saunders | 9      | 7.3    | .364  | .833  | 1.0     | 0.6     | 0.1    | 0.0     | 3.2    |
| Charlie Scott | 9      | 37.6   | .406  | .846  | 4.2     | 4.2     | 1.4    | 0.2     | 16.4   |
| Kevin Stacom  | 5      | 5.0    | .500  | 1.000 | 0.4     | 0.8     | 0.0    | 0.0     | 1.4    |
| Jo Jo White   | 9      | 43.9   | .453  | .848  | 4.3     | 5.8     | 1.6    | 0.0     | 23.3   |
| Sidney Wicks  | 9      | 29.0   | .519  | .723  | 9.2     | 1.8     | 1.4    | 0.3     | 13.1   |